# Jurij Vlagyimirovics Nyikulin
Jurij Vlagyimirovics Nyikulin (oroszul: Юрий Владимирович Никулин; Gyemidov, Szmolenszki kormányzóság, 1921. december 18. – Moszkva, 1997. augusztus 21.) orosz szovjet színész, cirkuszigazgató.

## Életpályája
Szülei a helyi színház színészei, majd vándorkomédiások voltak. 1925-ben a család Moszkvába költözött, az apa esztrád- és cirkuszi előadásokhoz jeleneteket, konferanszié szövegeket írt, majd központi lapoknál dolgozott. Műkedvelő színjátszókört vezetett abban az iskolában, ahol fia is tanult.
Az iskola elvégzése után, 1939 novemberében Jurij Nyikulint behívták katonának. A légvédelmi tüzérségnél szolgált a téli háborúban és már készült a leszerelésre amikor a németek megtámadták a Szovjetuniót. A nagy honvédő háborúban a blokád alá vett Leningrád környékén harcolt. A háború idején a katonaságnál, műkedvelő előadásokon – komikus szerepekben – is fellépett. 1946 május 18-i leszerelése után a filmfőiskolára és színiiskolákba is jelentkezett, de sehol nem felelt meg. Végül felvették a moszkvai cirkusz bohócstúdiójába. 1948-ban volt első önálló fellépése a cirkusz porondján. Egy ideig az akkori hírességgel, Karandassal együtt is szerepelt, de 1950-ben szakított vele. Ebben az évben a Szojuzgoszcirk vállalat alkalmazottja lett. Társával, Mihail Sujgyinnal együtt aratott sikereit bizonyítja, hogy 1955-ben külföldi vendégszereplésre indulhattak. 1984-ben a moszkvai cirkusz igazgatójának nevezték ki. Halála után a cirkusz fölvette Jurij Nyikulin nevét.

### Komikus szerepekben
Országos hírnevét főként komikus filmszerepeinek köszönheti. Alekszandr Fajncimmer rendező fedezte fel a film számára: A gitáros lány mellékszereplőjeként pirotechnikust alakított, aki előadná nagy mutatványát egy válogatóbizottság előtt. Leginkább Leonyid Gajdaj filmrendező foglalkoztatta burleszkjeiben, rövid vígjátékaiban. Barbosz kutya avagy a különös verseny című bohózatában (a Tökéletesen komoly című film ötödik epizódja) megteremtette azt a három különös csavargó-figurát, akik később többször is feltűntek történeteiben (Pálinkafőzők, Az „I” akció… harmadik epizódja, Menyasszony a zsákban). Balbesz szerepét Jurij Nyikulin, a másik két figurát Georgij Vicin és Jevgenyij Morgunov keltette életre. Gajdaj O. Henry amerikai író novellájából készítette a Rokon lelkek című komédiáját (1962), Nyikulin itt besurranó tolvajt alakított, akit a lakásban alvó tulajdonos rajtakap, de végül együtt indulnak egy kis éjszakai italozásra. A Briliáns kéz főszerepében a szerénység és a becsületesség mintaképe, miközben az eltört karján lévő gipszben briliánsokat hordoz, a rendőrség pedig őt használja csaléteknek. Gajdaj a 12 székben is szerepet biztosított számára.
A szintén többnyire filmvígjátékokat rendező Eldar Rjazanovtól előbb egy kisebb szerepet kapott (Kérem a panaszkönyvet!, 1965), majd főszerepet, egy nyugdíjazás előtt álló nyomozót játszott (Vén zsiványok, 1971). Nagy sikert aratott hazájában a Muhtar, hozzám! című alkotás (1964), melyben rendőrtisztet alakított, aki a szocialista törvényesség védelmében egy kutyában hűséges társra talál. Több gyerekfilmben játszott, bohóc szerepeket is szívesen bíztak rá. A kis szökevény című szovjet–japán filmben önmagát, Nyikulin bohócot alakította.

### Drámai szerepekben
Lev Kulidzsanov bízott rá első alkalommal drámai szerepet (Amikor a fák még nagyok voltak, 1961): az egykori frontharcos, aki a háborúban elvesztette családját, egyedül és minden iránt közönyösen él, csak alkalmi munkákat vállal; azután egy lány apjának hazudja magát, aki ezt elhiszi, és lassan a főhős is magára talál. Nyikulin pályáján azért is jelentős volt ez a szerep, mert bebizonyíthatta sokoldalú jellemábrázoló tehetségét. Ettől kezdve „komolyabb” szerepekben is foglalkoztatták. Megrázó alakítást nyújtott Andrej Tarkovszkij világhírű Andrej Rubljov-filmje tragikus sorsú rendfőnökének szerepében.
Szergej Bondarcsuk már az 1960-as évek közepén szerepet szánt neki a Háború és békében, de a cirkusz nem engedte el, és a később készült Waterloo felvételeihez sem. Bondarcsuk későbbi munkájában, Mihail Solohov regényének filmváltozatában  (A hazáért harcoltak, 1975) a békés természetű családapát, Nyekraszov közlegényt játszotta, aki már belefáradt a háborúba és csak a családjára gondol, de közben folytatja a harcot. Alekszej German rendező Húsz nap háború nélkül című munkájának (1976) főhőse, Lopatyin haditudósító (Jurij Nyikulin) a frontról az ázsiai Taskentbe érkezik és ott átéli a békés hátország háborús hétköznapjait.
Az 1980-as években már alig állt felvevőgép elé. Rolan Bikov rendező több nemzetközi díjat is elnyert munkájában, a Bocsáss meg, Madárijesztő című filmdrámában egy szerető nagyapát alakított; ebben a filmben debütált és szerzett hírnevet tizenkét évesen Krisztina Orbakajte, Alla Pugacsova énekesnő lánya.

## Filmjei
- 1958 – A gitáros lány (Девушка с гитарой) – (R. Alekszendr Fajncimmer)
- 1959 – Két fiú, egy kislány (Неподдающиеся) – (R. Jurij Csuljukin)
- 1960 – Jasa Toporkov (Яша Топорков) – (R. Jevgenyij Karelov)
- 1961 – Tökéletesen komoly (ötödik novella:) Barbosz kutya avagy a különös verseny (Совершенно серьёзно / Пёс Барбос и необычный кросс) – (Rövid játékfilm. R. Leonyid Gajdaj)
- 1961  – Pálinkafőzők (címváltozat: Egyedül versenyzők) (Самогонщики) – (R. Leonyid Gajdaj)
- 1961  – Amikor a fák még nagyok voltak (Когда деревья были большими) – (R. Lev Kulidzsanov)
- 1961  – Barátom, Kolka! (Друг мой, Колька! ) – (R. Alekszandr Mitta, Alekszej Szaltikov)
- 1962 – Üzletemberek (második novella:) Rokon lelkek (Деловые люди / Родственные души) – (O'Henry amerikai író humoros novelláiból. R. Leonyid Gajdaj)
- 1962  – … (Молодо-зелено)
- 1963 – Félelem és szemrehányás nélkül (Без страха и упрека) – (R. Alekszandr Mitta)
- 1963  – Nagy Fitil (Большой фитиль) – (A „Fitil” nevű szatirikus tv-híradó nyolc filmnovellája)
- 1965 – Muhtar, hozzám! (Ко мне, Мухтар!) – (R. Szemjon Tumanov)
- 1965  – Az „I” akció és Surik egyéb kalandjai (Операция «Ы» и другие приключения Шурика) – (Három különálló történet. R. Leonyid Gajdaj)
- 1965  – Kérem a panaszkönyvet! (Дайте жалобную книгу) – (R. Eldar Rjazanov)
- 1965  – Fantaszták (Фантазёры) – (Gyerekfilm)
- 1965  – A kis szökevény (Маленький беглец) – (Szovjet-japán film)
- 1966 – Menyasszony a zsákban (szó szerint:) A kaukázusi fogolylány avagy Surik újabb kalandjai (Кавказская пленница, или Новые приключения Шурика) – (R. Leonyid Gajdaj)
- 1966  – Andrej Rjublov (Андрей Рублёв) – (R. Andrej Tarkovszkij)
- 1968 – Briliáns kéz (Бриллиантовая рука) – (R. Leonyid Gajdaj)
- 1968  – Hét öreg és egy lány (Семь стариков и одна девушка) – (R. Jevgenyij Karelov)
- 1968  – Új lány a csapatban (Новенькая)
- 1970 – Gyenyiszka történetei (Денискины рассказы) – (Gyerekfilm)
- 1971 – Vén zsiványok (Старики-разбойники) – (R. Eldar Rjazanov)
- 1971  – A távirat (Телеграмма) – (Gyerekfilm. R. Rolan Bikov)
- 1971  – 12 szék (12 стульев) – (R. Leonyid Gajdaj)
- 1972  – Pont, pont, vesszőcske… (Точка, точка, запятая…) – (Alekszandr Mitta)
- 1975 – A hazáért harcoltak (Они сражались за Родину) – (Mihail Solohov regényéből. R. Szergej Bondarcsuk)
- 1976 – Travka kalandjai (Приключения Травки) – (Gyerekfilm)
- 1976  – Húsz nap háború nélkül (Двадцать дней без войны) – (Konsztantyin Szimonov írásai alapján. R. Alekszej German)
- 1976  – Bohócok és gyerekek (Клоуны и дети) – (Alekszandr Mitta)
- 1979 – Itt… a közelben (Тут… недалеко)
- 1982 – Nem akarok felnőtt lenni (Не хочу быть взрослым) – (Gyerekfilm. R. Jurij Csuljukin)
- 1982  – Bocsáss meg, Madárijesztő (Чучело) – (R. Rolan Bikov)
- 1991 – A kapitány (Капитан)